# パンキンランダ
パンキンランダは、地上波地方ローカル局にて放送されている音楽情報番組。地上波を2回分にまとめたダイジェスト版が、2週遅れでGyaOでも配信されている。3人組ガールズバンドMiのボーカルMaikaが話題のアーティストをゲストに招き直撃インタビュー。他にテーマ別に放送する音楽ランキング。さらに正体不明の天の声とぶっちゃけトークを展開する。

## GyaO以外で放送されている地上波局
| 放送地域 | 放送局         | 系列           | 放送日時                |
| -------- | -------------- | -------------- | ----------------------- |
| 北海道   | 北海道文化放送 | フジテレビ系列 | 土曜 26時30分～27時00分 |
| 長野県   | 長野放送       | フジテレビ系列 | 土曜 25時35分～26時05分 |